# Садави, Наим
Наим Садави Саад (перс. نعیم سعداوی‎, родился 16 июня 1969 года) — иранский футболист и футбольный тренер, выступавший на позиции защитника.

## Игровая карьера
Играл на позиции правого защитника. На протяжении своей игровой карьеры выступал за три клуба: «Бахман» (до 1995), «Персеполис» (1995—1999) и «Фулад» (1999—2004). В ходе своей карьеры Садави был дисквалифицирован на один год за проваленный допинг-тест.
За сборную Ирана сыграл 26 матчей. Дебютировал 28 апреля 1996 года в игре против сборной Туркменистана в Ашхабаде (поражение 0:1). Первый и единственный гол забил 8 декабря 1996 года в матче группового этапа Кубка Азии в Дубае против Таиланда, принеся команде победу 3:1. Вместе с командой стал бронзовым призёром того розыгрыша Кубка Азии. Последний матч сыграл 21 июня 1998 года на чемпионате мира во Франции на групповом этапе против сборной США, в котором иранцы одержали победу 2:1 (эта же игра стала для него первой и единственной на чемпионатах мира).

## Тренерская карьера
В 2005 году непродолжительное время тренировал клуб «Санат Нафт».
В 2007 году был тренером клуба «Шахин» из Бушира, провёл с ним четыре матча (по одной победе и ничье, два поражения). С 1 июля 2016 по 30 июня 2017 года — тренер клуба «Фулад», провёл с клубом 33 матча (9 побед, 14 ничьих, 10 поражений).